# Mac OS X 10.0
Mac OS X versión 10.0, con el nombre de código ''Cheetah'', es la primera versión importante de Mac OS X (ahora llamado macOS). Fue lanzado el 24 de marzo de 2001, siendo esta la versión en la que se exponían las principales nuevas características de OS X. Aunque era una beta, se habló mucho de su estabilidad y características para el mercado de consumo
Mac OS X fue la transición de los sistemas operativos Mac OS clásicos a los de la nueva generación. Introdujo un nuevo código fuente, completamente distinto al de Mac OS 9 y todos sus predecesores. Su nombre es Mac OS X Cheetah

## Requisitos mínimos
Los requisitos mínimos de Mac OS X v10.0 no fueron bien recibidos por la comunidad de usuarios de Macintosh. Mientras la cantidad de memoria RAM estándar en un Macintosh era de 64 MB, el Mac OS X requería de 128 MB para funcionar correctamente. Tampoco fueron soportadas las tarjetas de aceleración de procesador, las cuales eran muy populares entre los ordenadores ahora obsoletos Power Mac G3.
- Ordenadores soportados: Power Macintosh G3, G3 B&W, G4, G4 Cube, iMac, PowerBook G3, PowerBook G4, iBook
- Memoria RAM requerida: 128 MB DDR
- Espacio en el disco duro: 1500 MB (800 MB para la instalación completa)

## Características
- Dock: una nueva y hasta entonces inexplorada forma de organizar las aplicaciones en la interfaz de usuario, y un cambio completo del método clásico de uso empleado.

nuevo núcleo utilizado por Mac OS X.
- Terminal: permitió utilizar la base del sistema Unix mediante una interfaz de línea de comandos.
- Mail: cliente de correo electrónico.
- Address Book: libreta de direcciones.
- Text Edit: nuevo procesador de texto para reemplazar al SimpleText.
- Multitarea prioritativa: capacidad de dar más prioridad a un proceso que a otro, característica esperada hace tiempo para las Mac.
- Soporte de PDF: capacidad nativa para la creación de ficheros PDF (Portable Document Format).
- Aqua: nueva interfaz denominada Aqua.
- Darwin: Construido sobre Darwin, un sistema operativo basado en Unix.
- OpenGL.
- AppleScript.
- APIs: Soporte de las API Carbon y Cocoa.
- Sherlock: Escritorio Sherlock y búsqueda en Internet.
- Memoria protegida: protección de memoria de modo que si se corrompe una zona de memoria, las otras zonas no serán afectadas.

- Datos: Q912481